# تشارلز ارين
تشارلز ارين (بالإنجليزية: Charles Warren)‏ (20 ديسمبر 1843 - 29 أبريل 1919) هو لاعب كريكت بريطاني (وحمل سابقاً جنسية المملكة المتحدة لبريطانيا العظمى وأيرلندا).

## وصلات خارجية
- تشارلز ارين على موقع إي آس بي آن كريك إنفو (الإنجليزية)